# Hướng Sơn
Hướng Sơn là một xã thuộc huyện Hướng Hóa, tỉnh Quảng Trị, Việt Nam.
Xã Hướng Sơn có diện tích 203,81 km², dân số năm 1999 là 1358 người, mật độ dân số đạt 7 người/km².

## Hành chính
Xã Hướng Sơn được chia thành 6 thôn: Cát, Hồ, Mới, Nguồn Rào-Pin, Ra Ly-Rào, Trĩa.